# Solymári kőfejtő 2. sz. barlangja
A Solymári kőfejtő 2. sz. barlangja a Duna–Ipoly Nemzeti Parkban lévő Budai-hegységben, Solymáron, a Zsíros-hegyen található egyik barlang.

## Leírás
Solymár központjától DNy-ra majdnem 2 km-re, a közismert és turistatérképeken jelölt Solymári-ördöglyuk közelében, annak főbejárata alatt lévő és már nem működő nagy kőbánya K-i oldalában van a Solymári kőfejtő 2. sz. barlangja. A Budai Tájvédelmi Körzetben helyezkedik el. A kőfejtő bauxitos törmeléklejtőjének felső részén megjelenő sziklakibukkanásban, 331 m tszf. magasságban található a Solymári kőfejtő 2. sz. barlangjának bejárata. A szűk, 0,45 m széles és 0,8 m magas bejárat természetes jellegű, vízszintes tengelyirányú és ovális, valamint hasadék alakú.
A bejárat után a barlang kettéágazik. A DNy-i rész egy tág gömbfülke, az ÉK-i rész hasadék jellegű. A barlangban kevés az ásványképződmény, csak szenilis, korrodált kalcitkéreg foszlányok, és cseppkőbekérgezés figyelhetők meg. A kőzetváz breccsás, ehhez kapcsolódóan boxwork-szerkezet keletkezett. Az összetöredezett kőzetvázban sok helyen elmállottak a kőzetblokkok, és kipreparálódtak a köztük található durvább kristályos kalciterek, hézagkitöltések. A kicsi, aránylag védett helyzetben lévő bejárat miatt az üregbe csak kis mértékben juthat be felszíni eredetű, szerves törmelékanyag. Emiatt az aljzatkitöltés leginkább vöröses-sárgás agyagos, kőzettörmelékes.
A könnyű sétával, majd nehezen járható (meredek) terepen elérhető barlang felső triász dachsteini mészkőben keletkezett. A szabadon megtekinthető barlang könnyen járható. A barlang térformája sziklaodú, egyszintes jellegű. Vízszintes a lejtésviszonya és jellemző szelvénytípusa a hasadék, lapító és kör. Gömbfülke, vetőtükör és boxwork-szerkezet látható a barlangban. A bejárat mellett kívülről vetőkarcos törési sík helyezkedik el, amely miatt a barlang kialakulásának megalapozásában valószínűleg nagy szerepe volt a tektonikának. Minden bizonnyal korróziós, oldódásos folyamatok voltak a fő üregkialakító tényezők a barlang keletkezésének fő szakaszában. Később megváltoztatta a kifagyásos kőzetaprózódás. A barlang valószínűleg egy régi és nagyobb barlang roncsa, maradványrésze.

## Kutatástörténet
Az 1958-ban kiadott, Budapest természeti képe című könyvben meg van említve, hogy Jablonkay Pálnak az 1935-ben kiadott könyvében szó van arról, hogy a Solymári-kőfülke nyílásával azonos szintben, a kőfejtő falában még 6–8 másik nyílás is látszik. Láng Sándor szerint ezeket azóta lefejtették és más pontokon figyelhetők meg a karsztos járatok nyílásai. Jablonkay Pál a kőfejtő falában lévő nyílások alapján úgy gondolta, hogy régen itt polje volt. Láng Sándor szerint ez lehetetlen a felszínformák alapján.
Az 1976-ban befejezett, Bertalan Károly által írt kéziratban az olvasható, hogy a solymári kőfejtő hévforrás kürtői a Budai-hegyekben lévő Solymáron, a Sziklás-hegyen találhatók. Ezek a Solymári-ördöglyuk alatti kőfejtőben helyezkednek el. A bánya művelésével fedezték fel a hévforráskürtőket. A kézirat hévforráskürtőket ismertető része két irodalmi mű alapján lett írva. Az 1984-ben megjelent, Magyarország barlangjai című könyv országos barlanglistájában, a Budai-hegység barlangjai között szerepel a Solymári-kőfejtő hévforrás kürtői összefoglaló név. A listához kapcsolódóan a Dunazug-hegység barlangjainak földrajzi elhelyezkedését bemutató, 1:500 000-es méretarányú térképen látható ezeknek az üregeknek a földrajzi elhelyezkedése.
Gazda Attila felmérte a barlangot, majd a felmérés adatainak felhasználásával, 2004. július 19-én megszerkesztette a Solymári kőfejtő 2.sz. barlangja (Solymár, 4773-as barlangkataszteri egység) alaprajz térképét, hosszmetszet térképét és 2 keresztmetszet térképét. A térképek 1:100 méretarányban mutatják be a barlangot. A térképlapon jelölve van az É-i irány. Az alaprajz térképen megfigyelhető a hosszmetszet és a 2 keresztmetszet elhelyezkedése a barlangban.
Gazda Attila 2004. augusztus 16-án, az Országos Barlangnyilvántartás számára írta meg a barlang nyilvántartólapját. A nyilvántartólapon az van írva, hogy a Solymári kőfejtő 2.sz. barlangja a Pest megyében lévő Solymáron, a Budai-hegységben, a 4773-as barlangkataszteri területen helyezkedik el. Kőfejtőben, sziklakibúvásban, 331 m tszf. magasságban van a barlang bejárata. A részletesen felmért barlang 7 m hosszú, 4,9 m vízszintes kiterjedésű, 1,7 m függőleges kiterjedésű, 1,2 m magas és 0,5 m mély. A gyakorlatilag ép barlang ásványkiválásai gyakorlatilag épek. Aljzata kissé taposott. Egri Csaba 2004. augusztus 25-én, az Országos Barlangnyilvántartás számára készítette el a barlang fénykép-dokumentációját.

## További irodalom
- Bertalan Károly: Magyarország barlangkatasztere. Kézirat. Veszprém, Budapest. 1932–1974.
- Jablonkay Pál: Solymár földrajza. (Bölcsészdoktori értekezés.) Budapest, 1935.